# Misagria parana
Misagria parana – gatunek ważki z rodziny ważkowatych (Libellulidae).